# Booker Huffman
Robert Booker Tio Huffman (Houston (Texas), 1 maart 1965), beter bekend als Booker T, is een Amerikaans professioneel worstelaar, worstelcommentator en trainer, die als worstelaar bekend werd in de World Wrestling Federation/Entertainment (WWF/E). 
Huffman werkte doorheen zijn carrière ook voor bekende promoties als de World Championship Wrestling (WCW) en Total Nonstop Action Wrestling (TNA). In de WCW en WWE voltooide hij als Booker T het ereteken Triple Crown Championship. Daarnaast kroonde hij zich in WWE tot Grand Slam Champion, nadat hij de vier belangrijkste kampioenschappen veroverde. Huffman werd in 2013 door WWE opgenomen in zijn Hall of Fame. 

## Carrière
Huffman werd in zijn carrière vijfmaal wereldkampioen bij de WCW, en in juli 2006 won hij voor het eerst het WWE World Heavyweight Championship bij de WWE. Hij werd getraind door Scott Casey en tekende samen met zijn broer Stevie Ray (pseudoniem van Lash Huffman) een contract bij de WCW in het begin van jaren '90. In hun periode bij WCW wonnen de broers Booker T en Stevie Ray, beter bekend als Harlem Heat, 10 keer het WCW Tag Team Championship.
Booker T kreeg op 30 maart 2003 de kans om het WWE World Heavyweight Championship te winnen bij het evenement WrestleMania XIX gehouden in Safeco Field in de stad Seattle, maar hij verloor gepland en op een veelbesproken wijze van titelhouder Triple H (Hunter Hearst Helmsley). Volgens fans en insiders verdiende Booker T de overwinning en dus het grootste moment uit zijn loopbaan, en was het "ego van Triple H veel te groot". Huffman: "Ik zou de uitkomst van die wedstrijd altijd veranderen." Booker T nam in november 2002 deel aan de allereerste Elimination Chamber match in de geschiedenis, bij het evenement Survivor Series. Shawn Michaels won die wedstrijd en nam tevens het World Heavyweight Championship over van Triple H. 
Booker T won King of the Ring 2006, waardoor hij zich vanaf Judgment Day 2006, King Booker noemde. Na zijn overstap naar de TNA veranderde Huffman zijn ringnaam opnieuw in Booker T. Huffman was de eerste Champion of Champions, nadat hij op Cyber Sunday 2006 een wedstrijd won tegen zowel de WWE Champion, alsook de ECW Champion.
Op 30 januari 2011, tijdens de Royal Rumble, keerde hij terug naar de WWE. Hij kwam binnen als nummer 21 en werd later geëlimineerd door Mason Ryan. Sinds de Friday Night SmackDown!-aflevering van 4 februari 2011 is hij co-commentator van SmackDown!. Tijdens Monday Night Raw op 6 juni 2011 werd Booker T uitgedaagd door Jack Swagger. Booker T aanvaardde de uitdaging met zijn karakteristieke quote "Can You Dig It..... Sucka". Booker won de wedstrijd via count-out. 
Booker T stopte definitief met worstelen voor de WWE op 21 april 2012 en kreeg daarop een permanente rol als commentator toebedeeld. Huffman worstelde zijn voorlopig laatste wedstrijd voor de Engelse onafhankelijke worstelpromotie Preston City Wrestling op 23 april 2016. Booker T runt momenteel een worstelschool in Houston waar hij jonge talenten opleidt. De school organiseert maandelijks een evenement, waarin geregeld verschillende WWE-worstelaars te zien zijn.

## In het worstelen
- Finishers
  - Axe kick / Scissors kick

- Signature moves
  - Book End (Kneeling side slam)
  - 110th Street Slam (High-impact delayed spinebuster)
  - Arm Twist/Leg Lariat
  - Diving forearm smash
  - Houston Hangover / Harlem Hangover (Diving somersault leg drop)
  - Running knee drop, with theatrics
  - Sidewalk slam
  - Sunset flip from out of the corner

- Managers
  - The Boss Man
  - Midnight
  - Sister Sherri
  - Col. Robert Parker
  - Shane McMahon
  - Jacqueline
  - Sharmell
  - Traci

## Prestaties
- Global Wrestling Federation
  - GWF Tag Team Championship (3 keer met Stevie Ray)

- Las Vegas Pro Wrestling
  - LVPW UWF Heavyweight Championship (1 keer)

- Pro Wrestling Illustrated
  - PWI Most Inspirational Wrestler of the Year (2000)
  - PWI Tag Team of the Year (1995, 1996) met Stevie Ray

- Total Nonstop Action Wrestling
  - TNA Legends Championship (1 keer)

- World Championship Wrestling
  - WCW United States Heavyweight Championship (1 keer)
  - WCW World Heavyweight Championship (5 keer)
  - WCW World Tag Team Championship (10 keer met Stevie Ray)
  - WCW World Television Championship (6 keer)

- World Wrestling Federation / World Wrestling Entertainment
  - WWE World Heavyweight Championship (1 keer)
  - WCW Championship (1 keer)
  - WCW Tag Team Championship (1 keer met Test)
  - WWE Intercontinental Championship (1 keer)
  - WWE United States Championship (3 keer)
  - WWF Hardcore Championship (2 keer)
  - WWE World Tag Team Championship (3 keer; 1x met Test, 1x Goldust en 1x met Rob Van Dam)
  - King of the Ring (2006)
  - Triple Crown Championship (16de)
  - WWE Hall of Fame (Class of 2013)